# Tapura capitulifera
Tapura capitulifera är en tvåhjärtbladig växtart som beskrevs av Henri Ernest Baillon. Tapura capitulifera ingår i släktet Tapura och familjen Dichapetalaceae. Inga underarter finns listade i Catalogue of Life.